# Принс-Чарльз
Принс-Чарльз (англ. Prince Charles) — низменный остров в составе Канадского Арктического архипелага. Административно относится к региону Кикиктани территории Нунавут. В настоящее время остров необитаем (2012).

## География
Расположен в заливе Фокс, к западу от Баффиновой Земли. Площадь — 9521 км², он занимает 78-е место по площади в мире и 19-е в Канаде. Длина береговой линии 402 км.

## История
Открыт в июле 1948 года; в 1949 году исследован и картирован исследователем Т. Меннингом. Остров назван в честь рождённого в 1948 году британского принца Чарльза — будущего короля Великобритании Карла III.